# Ciprian Tătărușanu
Anton Ciprian Tătărușanu. född 9 februari 1986, är en rumänsk fotbollsmålvakt som spelar för Milan i Serie A.

## Klubbkarriär
Tătărușanu började spela fotboll i Juventus București.
I maj 2008 skrev han ett femårskontrakt med Steaua București. Han kostade runt 1,5 miljoner euro som Steaua betalde till Gloria Bistrița. Han förlängde inte sitt kontakt med Steaua och lämnade klubben som Bosman. Den 9 juni 2014 skrev han på ett femårskontrakt med Fiorentina.
Den 12 september 2020 värvades Tătărușanu av AC Milan, där han skrev på ett treårskontrakt.

## Landslagskarriär
I juni 2010 blev Tătărușanu uttagen till Rumäniens landslag. Han debuterade i november 2010 mot Italien. Och har efter det varit förstamålvakt i landslaget.
I november 2020 valde Tătărușanu att avsluta sin landslagskarriär.